# Relaciones Granada-Venezuela
Las relaciones Granada-Venezuela se refieren a las relaciones internacionales que existen entre Granada y Venezuela. Los países establecieron relaciones diplomáticas en 1977

## Historia
Granada y Venezuela establecieron relaciones diplomáticas el 16 de abril de 1977.
Venezuela se opuso formalmente a la invasión de Granada por Estados Unidos en octubre de 1983.
El 5 de junio de 2018 Granada se abstuvo en una resolución de la Organización de Estados Americanos (OEA) aprobada en la cuarta sesión plenaria de la 48° Asamblea General en la cual se desconocían los resultados de las  elecciones presidenciales de Venezuela donde se proclamó como ganador a Nicolás Maduro.
El 10 de enero de 2019 Granada se ausentó a la votación de una resolución del Consejo Permanente de la OEA en la que se desconocía la legitimidad del nuevo periodo presidencial de Maduro.